# Свети Димитър (Солун)
Вижте пояснителната страница за други значения на Свети Димитър.
„Свети Димитър“ (на гръцки: Ιερός Ναός Αγίου Δημητρίου) е най-голямата православна църква в град Солун, Гърция. Сградата е петкорабна базилика, изградена в 313 – 323 година, в която се пазят мощите на свети великомъченик Димитър, патронния светец на Солун. В църквата се намират едни от най-добрите образци на мозаечната религиозна живопис. От 1988 година е сред обектите на световното наследство на Юнеско като част от Раннохристиянските и византийските паметници в Солун. Криптата на църквата е музей.

## История

### Византийски период
Свети Димитър Солунски е роден в Солун през 280 година и умира като мъченик за християнската вяра през 303 година. Когато император Константин Велики преустановява преследванията срещу християните, на мястото на затвора на Свети Димитър (по друга версия – над гроба му) в 313 – 323 година е построена малка църква. След сто години, в 412 – 413 г. илирийският велможа Леонтий в памет на избавлението му от паралич, построява първата голяма църква (трикорабна базилика) между руините на античните терми и стадиона. Олтарната част на църквата е разположена над предполагаемото място на гроба на светеца и при строителството са открити неговите мощи, тайно погребани там, според житието му от солунските християни в 306 година. От стария са запазени само някои архитектурни елементи и художествена мозайка.
Според друга версия първата базилика, посветена на Свети Димитър, е построена в Солун едва в V век (има различия във версиите – в началото или в последната четвърт). Тази датировка е свързана с версията за зараждане на култа към Свети Димитър в град Сирмиум (днешна Сремска Митровица в Сърбия), от където неговите мощи са пренесени в Солун или завземането на града от Атила в 441 година, или от аварите в 582 година, но последното предположение е оспорено от археолозите, провеждащи разкопки в базиликата.
Църквата пострадва от пожар през царуването на император Ираклий (вероятно между 628 и 634 година), но е бързо възстановена и е разширена до петкорабна базилика. В този пожар пострадва сребърният киворий (балдахин), стоящ в средата на централния кораб на базиликата.
| „ | запали се неговият свети сребърен киворий… среброто, разтопено от огъня, като вода беше цялото на пода като река. | “ |

Киворият имал шестоъголна основа, глухи стени и покрив, увенчан с кръст. Вътре имало сребърно ложе с изображение на лика на светеца. Вярващите могли да влизат вътре и да палят пред него свещи. Описанието на кивория е направено от солунския архиепископ Йоан в средата на VII век, а негово изображение е имало на мозайката на северната колонада на базиликата (известно единствено от акварелите на английския архитект Уолтър Сайкс Джордж.)
- „Свети Димитър“, мозайка от VII век
- Мозайка от VII вк на североизточния стълб на наоса
- Свети Димитър между епископа и епарха, мозайка

След този пожар са направени последните строителни работи, които придават на базиликата съвременния ѝ вид. В този период са направени и част от мозайките, украсяващи базиликата. Окончателно интериорът на базиликата се оформя към средата на IX век. След Солунския пожар от 1917 година на източната колонада е открит мозаечен надпис от началото на IX век:
| „ | Във времето на Леон разцъфтя храмът на Святи Димитър, пострадал по-рано от пожар. | “ |

Споменатият в текста Леон (Лъв), вероятно е бащата на равноапостолите Кирил и Методий, който тогава е друнгарий при военачалника на Солун.
О богослуженията в солунските храмове, включително и за провеждащите се в базиликата „Святи Димитър“ пише Йоан Камениат в своя труд „За превземането на Солун“, посветен на превземането и ограбването на града от арабите в 904 година (базиликата тогава не пострадва):
| „ | …не им отстъпва и храмът, споменат вече от мен, посветен на достославния и венчан за победата мъченик Димитър, поставен там, където той извършил свети подвизи и възприел победна награда. Събирайки народа по ред на настъпващите празници в своите стени, тези храмове даряват на идващите неизказано блаженство и духовна наслада. Във всеки има свои священници, които извършват богослужението и групи четци, които изпълняват службените песнопения. Редуващи се в захващането на словата на химните и съпровождащи тези звуци с движения на ръцете, този многогласен и сладостен сонм и очарова взора с великолепието на блестящите ризи, и услаждава слуха с изкусно псалмоление. | “ |

В 1185 година, когато Солун е завладян от норманите, базиликата е разграбена, а гробницата на Свети Димитър – осквернена (вижте раздела Реликви на Свети Димитър).
В края на XIII век към базиликата е добавен параклис „Свети Евтимий Солунски“, посветена на преподобния Евтимий, построена във формата на малка трискатна базилика. Пристройката е била изписана в 1303 година.

### Османско владичество
След завладяването на Солун от османските турци в 1430 година, базиликата е оставена на християните. Предаването ѝ е скрепено с тържествена церемония, проведена от султан Мурад II, който, по думите на византийския историк Дука, пренесъл в жертва овен и заповядал да се остави храмът в разпореждане на християните, но всички украшения на храма и гробницата на Свети Димитър са унищожени от турците, а храмът е напълно разграбен.
В 1493 година църквата е превърната в джамия. В този период за християните е съхранен достъпът до кенотафа на Свети Димитър, разположен в неголяма пристройка в западната част на левия кораб, където е направен отделен вход. Тогава фреските и мозайките на храма са скрити с гипсова измазка и нови стени. Наричана е Касимийе джами

### Съвременно състояние
Базиликата остава мюсюлмански храм до 1912 г., когато в хода на Балканската война в Солун влизат гръцки части. Храмът практически напълно изгаря при пожара от 1917 година. Разрушенията започват да се възстановяват в 1926 година, като в хода на реставрацията е открит вход към криптата, а под олтара съд, предполагаемо с кръвта на великомъченик Димитър. Също така са разчистени запазилите се фрески и мозайки. При пожара от 1917 година силно пострадват и покривът, и мраморната облицовка на стените и все пак са запазени редица мозаични платна, които продължават да украсяват стените на базиликата. Част от мозайките са положени в криптата, превърната в музей. При реставрацията максимално са използвани старите колони, запазена е старата настенна облицовка на вътрешните страни на арките и на стените над тях. Подът при реставрацията е направен от цветни камъни и мрамор, покривът е направен наново от бетон, но запазва външния вид на безтаванен дървен покрив, характерен за елинистическите раннохристиянски базилики.
Реставрационните работи са завършени и на 26 октомври 1949 година е извършено ново освещаване на църквата и тя става действаща с редовни богослужения. Достъпът в базиликата и в археологическия музей в криптата ѝ е свободен. В базиликата, освен мощите на Свети Димитър, се пазят и мощите на Анисия Солунска (сребърната ракла е разположена недалеко от амвона).
В днешен Солун базиликата е разположена в историческия център, до археологическия комплекс на античната агора, на пресечката на улиците „Селевкос“ и „Агиос Димитриос“.
В 2003 година в гробница, построена при входа на базиликата, е погребан солунският митрополит Пантелеймон II (Хрисофакис), с чиито усилия в храма са върнати мощите на Свети Димитър.

## Архитектурни особености
Базиликата е построена в раннохристиянски елинистически стил и има форма на четириъгълник, към който са добавени по-късни пристройки (параклиса „Свети Евтимий Солунски“ – XIII век, засводен перистил за водосвет – XV век). За строителството са използвани тухли и камъни от по-ранни постройки.
Базиликата е петкорабна, дължината ѝ с олтарната част е 43,58 метра, а ширината – 33 метра. Това е най-голямата църква в Солун. Има два входа, водещи в притвора. При амвона централният кораб е пресечен от трансепт, рамкиран с колонада.
Олтарната част е увенчана с конха и е само в централния кораб. Тя завършва с апсида, която не излиза от периметъра на храма. Отдясно от главния олтар е разположена пристройката „Свети Евтимий“.
Покривът се състои от пет ската и няма купол. Във всеки от страничните скатове и в наоса има балкони. Фасадата на базиликата е несиметрична, към лявата част е пристроена камбанария, увенчана с кръст. От външната страна на олтарната част има, неизползваеми днес, входове към криптата на базиликата, открити при реконстркцията в първата половина на XX век.

## Вътрешна украса

### Колонада
Корабите на базиликата са разделени от колонада от бели, зелени и тъмночервени мраморни колони. Вероятно те са взети от по-стари градежи, защото се различават и по височина, и по външен вид на капителите. Капителите са доста разнообразни; особено изящно изглеждат капителите с листа на тръни, веени от вятър. Този тип е разпространен в IV век и се среща, например, в Сант Аполинаре ин Класе в Равена. Листата имат кръгла форма и са затворени в зъбчата рамка, над два реда листа имат извивки като коринтски капители, а отгоре има площадка, на която се държи арката. В другия тип капители листата са разположени вертикално и техните краища със зъбчата форма гледат надолу. В ъглите са разположени извивки, на които се държи опорната площадка за арките. В някои места вместо извивки в ъглите има овнешки глави с извити рога.
Фронтоните на арките са били украсени с плочи от тъмносин или зеленоват мрамор, а в тяхната вътрешна част е имало геометрически орнамент с бял, черен и червен мрамор. В днешно време украшения на колонадата практически отсъстват, външният им вид е известен само по рисунки от началото на XX век.

### Мозайки
В хода на реставрацията са възстановени някои мозаични платна от VII – VIII век (останалите загиват при пожара и са известни единствено от фотографии) – сред малкото, преживели епохата на иконоборчеството. Трудно е да се каже защо иконоборците пощадяват тези изображения. В мозайките си личи античната традиция, но лицата вече са аскетически строги, напомнящи късновизантийски икони. При сравнение на мозайките от базиликата „Свети Димитър“ и константинополските паметници от същия период, се забелязва изобилие от източни типове, склонност към фронтално построение и по-подчертана линейност на композицията. На всички мозайки великомъченик Димитър има индивидуални черти на лицето, което свидетелства за различно време на изпълнението.
Смята се, че част от мозайките (разположените над аркадата) са били вотивни, изпълнени по специално поръчане, което обяснява случайния характер на композицията.
Към най-добре съхранилите се мозаечни платна се отнасят:
- Димитър и свещеници[28]

Мозайката е открита по време на възстановителните работи при разрушаването на стената, построена от турците от дясната страна на олтара на базиликата. Светията е изобразен държащ ръка върху рамото на свещеника, изразявайки своята благосклонност. Първоначално светлата правоъгълна рамка около главата на свещеника е приета за ореол, но след откриването на мозайката „Свети Димитър с ктитори“ е заключено, че този квадрат е бойница на градската стена, на фона на която са изобразени фигурите. Долната част на мозайката съдържа надпис „Най-щастливият мъченик Христов, обичащ града, обкръжен от грижата на жителите и гостите на града“.
- Георги и деца[27]

Мозайката се намира в западната част на олтара. Лицата на децата имат индивидуални черти. Светията държи ръка върху рамото на едно от тях, а другата е повдигната с отворена длан. Този жест вероятно условно показва, че светецът се моли. Това е една от най-старите мозайки в базиликата (най-вероятно направена веднага след обновяването ѝ в средата на VII век). На нея Георги е представен като млад човек с идеализирани черти на лицето и къса права кестенява коса, облечен в хитон и разкошна мантия, която, подобно на всички други изображения, се завързва на дясното рамо. Мантията е украсена с табилион – четириъгълна нашивка с друг цвят на нивото на гърдите.
- Димитър с ктитори[30]

Това е също едно от най-старите мозаични платна. Димитър е изобразен, заобиколен от църковните (вдясно) и светските (вляво) управници на града. Смята се, че това са префект Леонтий и архиепископ Йоан, които организират възстановяването на базиликата след пожара в VII век. Благожелателността на светеца се изразява в позицията на ръцете му, които той държи на раменете им. Под мозайката има надпис: „Отдясно и отляво се виждат строителите на славното строение на мъченик Димитър, който отрази вълната на варварските флоти и спаси града“. Става въпрос за обсадата на славяните в 615 година.
- Богородица и Теодор Стратилат[31]

Мозайката се намира в южната страна на олтарната част и се отнася към границата на IX – X век. Богородица и Свети Теодор са изобразени молещи се, а в небето над тях се вижда фигурата на Христос, който ги благославя с дясната си ръка. В ръцете на Богородица има свитък с думите: „Господ Бог, благоволи да чуеш гласа на моята молитва, тъй като аз се моля за хората.“ Смята се, че мозайката е поръчана от вярващи, които са получили изцеление от болест. Това се доказва от благодарствения надпис под нея: „…аз та теб съм посветил в знак на благодарност, макар и да съм разочарован от хора, твоите сили вдъхнаха в мен живот.“
Други по-слабо запазени мозайки:
- Свити Димитър с юноша (Димитър е изобразен в поза орант, дланите му са намазани със златна смалта), Свети Димитър и два ангела (възможно е това да е изображение на Димитър Солунски в Царството Небесно – аллюзия на епизода от житието му с увенчаването му от ангел в тъмницата)[32] – мозайки в западната част на храма, края на V – VI век;
- Вотивен цикъл, илюстриращ основните етапи на живота на девойката включва сцените: „Димитър води дарител към седяща на престол Богородица с Младенеца“, „Димитър на престола на фона на кивория приема дете от ръцете на майка му“, „Димитър в поза оранта с майка и деца, поднасящи на светията свещи“, „Дете, съпровождано от родителите, поднася гълъби на Свети Димитър“.[32] Мозайките, разположени във вътрешния северен кораб, са създадени в началото на VII век;
- Светите Сергий, Вакх и Димитър с възстановителите на храма след пожара – мозайки на олтарните стълбове, средата на VII век.

### Фрески
Фреските, украсявали по-рано стените на базиликата, са се запазили само в десния кораб. Фресковият цикъл е изпълнен на няколко етапа в VII – XIV век. В стенописите от VII век в църквата се откриват зачатъци на склонност към изобразяване на обикновени, но внушителни лица, като например образите на двамата ктитори, прегърнати от Свети Димитър.
В най-добро състояние са следните фрески:
- Преподобни Лука (Стириот);
- Нашествието на варварите към Солун. Изобразена е обсадата на града от славяните в 615 година. Ромейската победа се приписва на застъпничеството на Свети Димитър.[10] На фреската се вижда изображение на църква, която е прието да се смята за базиликата „Свети Димитър“ и надпис „светата църква при стадиона“;
- Молещ се Свети Димитър (XI век);
- Димитър покрива с плащ архиерей с нимб, в сакос и омофор, който кади на светията, отгоре е Богородица с Младенеца Христос. Фреската е създадена в последната трета на XIV век. Съществува мнението, че архиереят е Григорий Палама, архиепископ на Солун, а Богородица е изобразена не с Христос, а с Йоасаф Индийски (патрон по монашеско име на император Йоан VI Кантакузин). На тази интерпретация противоречат иконографическите признаци на изображените;[32]
- Алегорическа фреска с изображение на човек, който преследва диво животно;
- Император, приближаващ към града – най-добре запазената, изпълнена на високо художествено ниво, сцена на приближаването на византийски император (възможно Юстиниан II) към Солун.[34] По данни на проведени в началото на XXI век изследвания един от авторите на фреските в базиликата е знаменитият иконописец Мануил Панселин.[35]

## Крипта
Криптата е открита под базиликата през 1918 г. по време на възстановителни работи в разрушената след пожара в 1917 година църква. В древността в криптата се е влизало през отвори, разположени извън църквата от страната на олтара. Сега входът на криптата е по стълба отдясно олтара.
В криптата е мястото, където според легендата, е бил убит великомъченик Димитър, и е разположена под олтара на базиликата. Ансамбълът на криптата се състои от едноприделна базилика, в която в древността са били разположени мощите на светеца, както и полукръгло пространство с парапети и колони, заобиколено от резервоари за вода. В центъра, до мраморния сводест навес, който се поддържа от седем колони, има мраморна раковина, предназначени за събиране на мирото, което според легендата, изтичало от мощите на Свети Димитър. В северната част на криптата има няколко гроба на солунски епископи.
В криптата в раннохристиянските времена е имало извор на вода, която е течала по изградения в X век водопровод. Кладенецът с извора съществува и днес.
През 80-те години на XX век в криптата е открити археологически музей, където са представени скулптури и други находки от разкопките, както и част от мозайките, украсявали преди това стените на базиликата. Най-ценните експонати на музея включват чаша за миропомазване, свързана с култа на Свети Димитър, както и възстановения амвон на храма и архитектурни скулптури от ранния храм.

## Реликви на Свети Димитър
Базиликата, построена на мястото на мъченичеството на Свети Димитър, от самото си основаване е хранилище на реликви, свързани с този светец. Първоначално, централно място в култа на Свети Димитър заема киворият, който в житията и чудесата на светеца се описва като мястото, откъдето светецът общува с вярващите. По-късно фокусът се измества към почитането на мощите на светеца, които от средата на XI век са почитани като мироточиви.

### Мощи
В днешно време мощите се съхраняват в северния кораб на базиликата, в мраморен киворий, създаден вместо загубения при пожара в VII век сребърен (това е вторият мраморен киворий на Свети Димитър, първият е унищожен през 1430 г. след завладяването на града от османските турци). Предполага се, че в края на XII – в началото на XIII век, вероятно по време на периода на латинското Солунско кралство, те са били изнесени в Италия. Мощите са открити през 1520 г. в абатството на Сан Лоренцо ин Кампо и са върнати в Солун едва в XX век: честната глава – в 1978 г., а през 1980 г. – основната част от мощите, като в Италия остават само 6 големи частици.
Мощите от древността са почитани като мироточиви (Димитрий Ростовски съобщава, че мироточението е известно от VII век, но Йоан Скилица писмено съобщава, че мироточението за пръв път се е появило в 1040 г.). Вярващите, идващи в базиликата за поклонение на светеца, събирали миро в стъклени ампули, най-ранните от които се датират XI – XII век. Мирото се почитало не само от християните. Йоан Анагност, описал завоеванието на града от турците, съобщава, че мирото е събирано и от мюсюлмани, смятащи го за панацея.
От XIV век заедно с изтичането на миро-елей от мощите, започва да се споменава и изтичане на миро-вода от кладенеца на криптата (първото писмено споменаване е направено в 1330 година от Никифор Григора. В този период, след изчезването на мощите от храма, възниква легендата, че са скрити в кладенеца в криптата. Споменаванията за мироточение от кладенеца спират в 1493 година, когато базиликата е превърната в джамия.
В древността изтичането на миро е било много обилно – Никита Хониат описва как норманите, завзели града в 1185 година, кощунствено събирали миро в тенджери, пекли на него риба и мажели с него обувките си. Мироточението на мощите в днешно време е спряло, но на вечернята преди деня на светеца, раклата с мощите се отваря и на вярващите се раздава памук, пропит с ароматна течност.

### Кръв
Култът към кръвта на великомъченика възниква още в раннохристиянския период (Димитрий Ростовски съобщава, че Луп, роб на Свети Димитър „благоговейно взел ризата на своя господар, оросена с неговата честна кръв, в която потопил и пръстена. С тая риза и пръстен той сътворил много чудеса“). При разкопките в олтара под престола, в кръстообразна ниша в мраморно ковчеже е открит стъклен съд със засъхнала кръв. Смята се, че под олтара първоначално е била разположена гробницата на Свети Димитър, в която по мнението на редица изследователи, в средновизантийския период е имало земя, смесена с кръв. Запазени са мощехранителници от XI – XII век с кръв на великомъченика (във Великата Лавра на Света гора), с наквасена от кръв пръст (във Ватопед на Света гора), а също и с кръв и миро (енколпион от XII – XIII век в Британския музей).